# Dorcadion pilosellum
Dorcadion pilosellum là một loài bọ cánh cứng trong họ Cerambycidae.